# Axel Sjöblad
Axel Erland Sjöblad, född 3 november 1967 i Malmö, är en svensk företagsledare och tidigare handbollsspelare (mittsexa).
Axel Sjöblad spelade för bland annat Lugi HF 1985–1992. Han var försvars- och anfallsspelare i både Lugi och i franska UMS Pontault-Combault HB. Han deltog i 75 landskamper fram till 1993, och gjorde där 83 mål. Han fick guldmedalj i VM 1990 i Prag. I 1992 i Barcelona blev han silvermedaljör.. Efter spelarkarriären var han expertkommentator i TV4.
Axel Sjöblad har i näringslivet varit regionchef i Gambro Lundia AB och verkställande direktör för Getinge Sverige AB. Han var verkställande direktör för BioGaia AB  mars 2016 till och med juni 2018. I juni 2019 tillträdde han som vd för Senzagen AB.